# Chaetoclusia sabroskyi
Chaetoclusia sabroskyi är en tvåvingeart som beskrevs av Soos 1962. Chaetoclusia sabroskyi ingår i släktet Chaetoclusia och familjen träflugor.
Artens utbredningsområde är Kuba. Inga underarter finns listade i Catalogue of Life.